# Рено RS01
Рено RS01 (на френски: Renault RS01) е състезателен автомобил на Рено за Формула 1. Първият състезателен болид с двигател с принудително пърлнене (турбо). Създаден е от Андре Де Котанзе и Жан-Пиер Жабуйле през 1976 година а дебют прави в състезанието за Голямата награда на Великобритания - 1977 British Grand Prix. По това време правилата на ФИА позволяват 3 литрови атмосферни двигатели и 1,5 литрови турбо двигатели.